# سچی‌سیگت
سِچی‌سیگت (به مجاری:  Szécsisziget) یک منطقهٔ مسکونی در مجارستان است که در ناحیه لنتی واقع شده‌است.